# Деденево
Деденево (на руски: Деденево) е селище от градски тип в Дмитровски район, Московска област, Русия. Населението му през 2017 година е 6475 души. Известният Спасо-Влахернски Манастир е разположен в Деденево. Намира се на 12 километра южно от Дмитров.

## География

### Разположение
Деденево е разположено в централната част на Европейска Русия, на брега на река Икша.

### Климат
Климатът на Деденево е умереноконтинентален (Dfb по Кьопен) с горещо и сравнително влажно лято и дълга студена зима.

## Население
| 1979 | 1989 | 2002 | 2006 | 2009 | 2010 | 2012 | 2013 | 2014 | 2015 | 2016 | 2017 |
| ---- | ---- | ---- | ---- | ---- | ---- | ---- | ---- | ---- | ---- | ---- | ---- |
| 6834 | 7626 | 6509 | 6586 | 6614 | 6319 | 6412 | 6441 | 6464 | 6513 | 6499 | 6475 |

## Родени в Деденево
Александър Жиров – известен руски спортист.
Леонид Тягачов – руски министър и спортист.